# Carol Emshwiller
Carol Emshwiller, nata Carol Fries (Ann Arbor, 12 aprile 1921 – Durham, Carolina del Nord, 2 febbraio 2019), è stata una scrittrice statunitense di romanzi e racconti d'avanguardia e di fantascienza. La sua produzione letteraria include anche due romanzi western.

## Biografia
Nel corso della sua carriera ha collezionato diverse candidature a premi letterari del settore fantascientifico, vincendo due premi Nebula, due premio World Fantasy, di cui uno alla carriera, un premio Science Fiction Chronicle, un premio Philip K. Dick e un premio Asimov's Readers'.
Nel 2009 ha donato il suo intero archivio al dipartimento di libri rari e collezioni speciali della Northern Illinois University.
Era sposata con il regista e artista Ed Emshwiller, per il quale posò in diverse occasioni come modella. Dal matrimonio hanno avuto tre figli: Susan Jenny, Peter ed Eve.

## Opere

### Romanzi
- 1988 – Carmen Dog, The Women's Press
- 2002 – The Mount, Small Beer Press
- 2005 – Mister Boots, Viking Press
- 2007 – The Secret City, Tachyon Publications

### Raccolte di racconti
- 1974 – Joy in Our Cause, Harper & Row
- 1989 – Verging on the Pertinent, Coffee House Press
- 1990 – The Start of the End of It All and Other Stories, The Women's Press
- 2002 – Report to the Men's Club, Small Beer Press
- 2005 – I Live with You, Tachyon Publications
- 2011 – In the Time of War and Other Stories of Conflict, PS Publishing
- 2011 – Master of the Road to Nowhere and Other Tales of the Fantastic, PS Publishing

### Chapbook
- 1992 – Venus Rising, Edgewood Press
- 2006 – I Live with You, Fictionwise

### Racconti tradotti in italiano
- 2006 – Nonna, Arnoldo Mondadori Editore (Grandma, Spilogale, 2002)
- 2015 – Chiunque io sia, Elara libri (Whoever, Spilogale, 2008)
- 2016 – Vivo con te, Elara libri (I Live with You, Spilogale, 2005)

## Premi e riconoscimenti
- 1962: menzione speciale al premio Hugo per il miglior racconto breve per Adapted
- 1988: vincitrice del premio Science Fiction Chronicle per The Circular Library of Stones
- 1991: vincitrice del premio World Fantasy per la migliore collezione per The Start of the End of It All and Other Stories
- 1992: candidatura al premio James Tiptree Jr. per il miglior per la migliore opera gender bending per Venus Rising
- 1995: candidatura al premio James Tiptree Jr. per la miglior retrospettiva per Carmen Dog
- 2003: vincitrice del premio Nebula per il miglior racconto breve per Creature
- 2003: vincitrice del premio Philip K. Dick per The Mount
- 2003: candidatura al premio Philip K. Dick per Report to the Men's Club
- 2003: candidatura al premio James Tiptree Jr. per il miglior per la migliore opera gender bending per Boys
- 2004: candidatura al premio Nebula per il miglior romanzo per The Mount
- 2004: candidatura al premio Nebula per il miglior racconto breve per Grandma
- 2004: candidatura al premio James Tiptree Jr. per il miglior per la migliore opera gender bending per All of Us Can Almost...
- 2005: vincitrice del premio World Fantasy alla carriera
- 2006: vincitrice del premio Nebula per il miglior racconto breve per I Live with You
- 2006: seconda classificata al premio Locus per il miglior libro per ragazzi per Mister Boots
- 2006: terza classificata al premio Locus per il miglior racconto breve per I Live with You
- 2010: terza classificata al premio Asimov's Readers' per il miglior racconto breve per The Bird Painter in Time of War
- 2011: prima classificata al premio Asimov's Readers' per il miglior racconto breve per The Lovely Ugly